# 중국당면

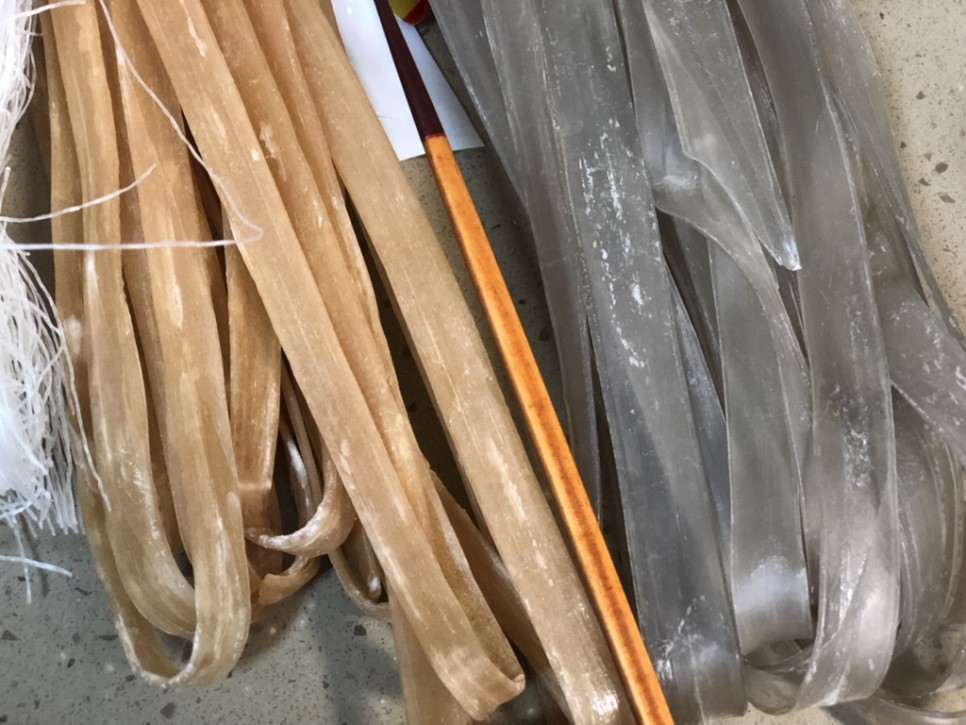
중국당면(왼쪽)과 고구마 중국당면(오른쪽)

중국당면(中國唐麵)은 마라탕이나 마라샹궈, 훠궈 등에 쓰이는 중국식 당면이다. 중국에서는 훠궈둔펀(중국어 간체자: 火锅炖粉, 정체자: 火鍋炖粉, 병음: huǒguō dùnfěn, 한자음: 화과돈분)이라 불린다. 한국에서는 얇고 둥근 실당면보다 넓고 납작한 한국식 고구마당면인 "납작당면"과 구분해 넙적당면, 넓적당면, 넓은당면이라 부르기도 한다.
주로 감자녹말로 만들며, 고구마녹말로 만들 경우에는 따로 고구마 중국당면(중국어 간체자: 红薯火锅炖粉, 정체자: 紅薯火鍋炖粉, 병음: hóngshǔ huǒguō dùnfěn 훙수훠궈둔펀[*], 한자음: 홍서화과돈분)이라 구분해 부른다.

## 사진

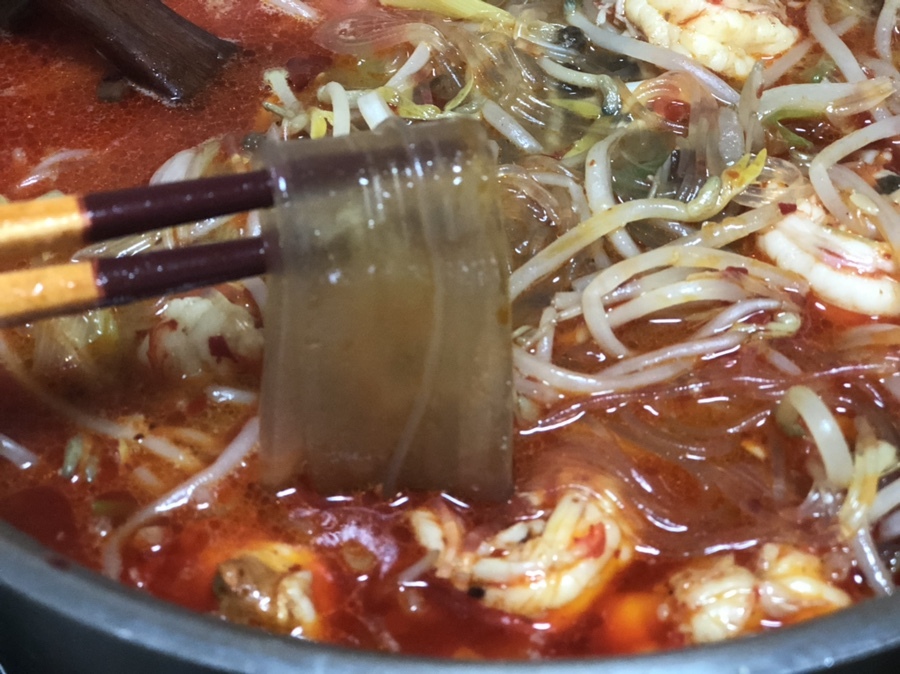
마라탕에 든 중국당면

## 같이 보기
- 고구마당면
- 녹두당면
- 분모자